# Rode Sterstadion
Het Rode Ster-stadion of Stadion FK Crvena Zvezda of Rajko Mitićstadion (Servisch: Стадион Црвена Звезда) is een stadion in Belgrado, Servië.
In 2014 werd besloten het stadion te vernoemen naar Rajko Mitić. Het stadion wordt ook wel Marakana (Servisch: Маракана) genoemd, vernoemd naar het Maracanã-stadion van Rio de Janeiro, omdat de stadions op elkaar lijken en het Rode Ster-stadion oorspronkelijk plaats bood aan 100.000 toeschouwers.
Het stadion is geopend in 1965 en biedt plaats aan 55.538 toeschouwers. Het Rode Ster-stadion is gebouwd op de plek waar in 1927 het eerste stadion van Belgrado werd gebouwd.

## Gebruik
Het wordt voornamelijk gebruikt voor voetbalwedstrijden en is de thuisbasis van Rode Ster Belgrado en van het Servisch voetbalelftal.
Op 30 mei 1973 werd in dit stadion de finale van de Europa Cup I gespeeld door AFC Ajax en Juventus. De wedstrijd werd met 1-0 door Ajax gewonnen door een doelpunt van Johnny Rep.

### EK interlands
Op 20 juni 1976 speelde de finale van het Europees kampioenschap voetbal zich af in Marakana. Tsjechoslowakije won van West-Duitsland na strafschoppen, na de legendarische strafschop van Antonín Panenka.
| № | Datum        | Wedstrijd                    | Uitslag       | Competitie             | Toeschouwers |
| - | ------------ | ---------------------------- | ------------- | ---------------------- | ------------ |
| 1 | 17 juni 1976 | Joegoslavië – West-Duitsland | 2 – 4         | EK 1976 - Halve finale | 50.562       |
| 2 | 20 juni 1976 | Tsjechië – West-Duitsland    | 2 – 2 (5 – 3) | Finale EK 1976         | 47.129       |